# The Affectionate Punch
The Affectionate Punch is het debuutalbum van The Associates. Het album kwam uit in 1980. De muziek op het album is minder elektronisch dan deze later zou worden en komt iets dichter bij rock. 

## Bezetting
Billy Mackenzie - Zang
Alan Rankine - Alle instrumenten

## Tracklist
Alle nummers zijn geschreven door Billy Mackenzie en Alan Rankine. 
1. The Affectionate Punch
2. Amused As Always
3. Logan Time
4. Paper House
5. Transport To Central
6. A Matter Of Gender
7. Even Dogs In The Wild
8. Would I Bounce Back?
9. Deeply Concerned
10. A
Bonus Tracks
11. You Were Young
12. Janice
13. Boys Keep Swinging
14. Mona Property Girl